# Lusitanismo
Los portuguesismos, lusitanismos o lusismos son préstamos lingüísticos del idioma portugués a otros idiomas.

## Portuguesismos en español
Algunos ejemplos de portuguesismos usados en español son:
- A portagayola (de la locución portuguesa a porta gaiola; literalmente 'a puerta [del] toril')
- Abada (del portugués abada)
- Abano (del portugués abano)
- Albengala (del portugués bengala)
- Almeja (confer portugués ameijoa)
- Ananás, ananá (del portugués ananás)
- Balay (del portugués balaio 'retama, escoba')
- Baliza (del portugués baliza)
- Bambú (del portugués bambu)
- Bandeja (del portugués bandeja)
- Barullo (del portugués barulho)
- Batucada (del portugués brasileño batucada, derivado de batucar 'danzar y cantar batucadas', este de batuque 'batucada', y este derivado de bater 'batir')
- Bengala (del portugués bengala)
- Bossa
- Bossa nova
- Brinquiño (del portugués brinquinho, diminutivo de brinco 'joya')
- Buraco (voz occidental, común al portugués, gallego y leonés)
- Burgao (del portugués burgau)
- Buzo (del portugués búzio 'caracol')
- Cachalote (del portugués cachalote, derivado de cachola 'cabeza grande')
- Cachimba (del quimbundo kišima 'hoyo, poza', quizá a través del portugués brasileño cacimba 'poza', 'hoyo que se hace para buscar agua' y cachimbo 'pipa')
- Cacho (del latín vulgar *caccŭlus, y este del latín caccăbus 'olla'; confer gallego cacho 'vasija rota, pedazo quebrado de una vasija' y portugués caco 'cacharro, pedazo de loza'; referido a pedazo o trozo de algo)
- Cachupín, cachupina (del diminutivo del portugués cachopo 'niño')
- Cafre (del portugués cáfer[e], y este del árabe clásico kāfir 'pagano')[2]
- Caipiriña (del portugués brasileño caipirinha)
- Callao (del celta *caliavo, derivado de *kal- 'piedra'; confer gallegoportugués callau y francés caillou)
- Capin melao (del portugués capim-melado)
- Capoeira (del portugués brasileño capoeira, y este de origen incierto)
- Carabela (del gallegoportugués caravela)
- Caramelo (del portugués caramelo 'carámbano', 'caramelo')
- Carambola (quizá del portugués carambola 'fruto del carambolo', en sentido figurado 'enredo')[3]
- Carambolo (del portugués carambolo)
- Carcunda (del portugués carcunda; propiamente 'avaro, mezquino, egoísta', 'joroba', 'jorobado', designación de los absolutistas en las luchas políticas portuguesas de principios del siglo XIX)
- Cardume (del portugués y gallego cardume)
- Cardumen (del portugués y gallego cardume)
- Catre (del portugués catre)
- Cha (del portugués cha)
- Chamuscar (del portugués chamuscar)
- Charol (del portugués charão)
- Chirigota (de origen incierto; confer portugués gíria 'jerga')
- Chubasco (del portugués chuva 'lluvia')
- Chumacera (del portugués chumaceira)
- Chumbo (del portugués brasileño chumbo 'plomo'; usado en Argentina y Uruguay, referido a un arma)
- Cipayo (quizá del portugués sipay)
- Cobra (del portugués cobra 'culebra'; referido al reptil venenoso del orden de los ofidios o, en España, al movimiento o gesto de retirar la cara para evitar un beso no deseado)
- Cornaca (del portugués cornaca)
- Corpiño (del portugués corpinho, literalmente 'cuerpecito')
- Criollo, criolla (del portugués crioulo, y este derivado de criar 'criar')
- Cruceiro (del portugués cruzeiro, y este de Cruzeiro [do Sul] 'Cruz [del Sur]', constelación que es símbolo de Brasil)
- Esmola (del portugués esmola 'limosna')
- Despejar (del portugués despejar, y este de des- 'des-' y pejar 'impedir, embarazar', derivado de peia 'cuerda para atar la pata de un animal', 'embarazo, impedimento')
- Dodo (del portugués doudo 'lelo, bobo')
- Embarazar (del portugués o leonés embaraçar, derivado de baraça 'lazo')
- Fado (del portugués fado)
- Finta (quizá del portugués finta; referido al tributo que se pagaba al príncipe)
- Firmal (del portugués firmal)
- Garrafa (quizá del portugués garrafa 'botella')
- Garimpeiro (del portugués garimpeiro)
- Garúa (del portugués dialectal caruja 'niebla')
- Gurumelo (del portugués cogumelo)
- Jaguar (del portugués o del francés jaguar)
- Junco (del portugués junco; referido a la especie de embarcación pequeña usada en las Indias Orientales)
- Lacre (del portugués lacre, variante de laca)
- Laja (del portugués laja; referida a una lancha o un bajo de piedra, a manera de meseta llana)
- Lambada (del portugués brasileño lambada; propiamente 'golpe en el lomo', 'latigazo')
- Lancha (del portugués lancha; referido al bote grande de vela y remo, o bien de vapor o de motor)
- Laya (del portugués laia, y este del portugués antiguo lãa 'lana'; referido a calidad, especie, clase)
- Lilao (del portugués leilão 'subasta pública')
- Lobisón (del portugués lobisomem)
- Macaco, macaca (del portugués macaco; referido al cuadrumano muy parecido a la mona, pero más pequeño que ella, con cola y el hocico saliente y aplastado)
- Mandarín, mandarina (del portugués mandarim; referido a la variedad del chino que se habla en el norte, centro, este y sudoeste de China y que sirve de base de la lengua china común, o a la fruta)
- Manga (del portugués manga; referido al árbol de los países intertropicales, variedad del mango, con el fruto sin escotadura; al fruto de dicho árbol; o a en Costa Rica y Venezuela, variedad de mango más grande que el común, que se obtiene mediante injerto)
- Mangostán (del portugués mangostão)
- Maracuyá (del portugués maracujá)
- Mascabado, mascabada (del portugués mascavado)
- Mejillón  (del portugués mexilhão)
- Menino, menina (del portugués menino 'niño')
- Mermelada (del portugués marmelada)
- Moho (voz expresiva; confer portugués môfo, italiano muffa, alemán Muff)
- Monzón (del portugués monção o moução)
- Morriña (del gallegoportugués morrinha)
- Motoneta (del portugués motoneta)
- Mucamo, mucama (del portugués brasileño mucamo, y este de origen incierto)
- Mueca (confer francés antiguo moque y portugués moca 'burla', quizá de origen expresivo)
- Naco (del gallegoportugués anaco 'pedazo'; referido al sustantivo)
- Ostra (del portugués ostra)
- Overo, overa (del bajo latín *fulvus varius 'amarillento de varios colores'; confer portugués fouveiro)
- Pandeiro (del portugués pandeiro 'pandero')
- Paulista (del portugués paulista)
- Paria (del portugués pária)
- Petiso, petisa (del portugués brasileño petiz 'pequeño, de corta edad', 'niño')
- Portugués, portuguesa (del portugués portugués)
- Propao (del portugués propau)
- Pulla (del portugués pulha; referido al dicho con que indirectamente se humilla a alguien)
- Quimbundo (del portugués quimbundo)
- Quimón (quimâo)
- Ratiño (del portugués ratinho 'ratoncito')
- Regañar (de origen incieeto; confer latín gannīre 'gañir, gruñir', 'regañar, refunfuñar', portugués arreganhar, catalán reganyar:' y occitano reganhar)
- Samba (del portugués brasileño samba)
- Sambar (del portugués brasileño sambar)
- Sarao (del portugués sarão)
- Sargazo (del portugués sargaço)
- Saudade (del portugués saudade)
- Tacho (del portugués tacho, y este quizá metátesis de chato 'chato', por ser el tacho portugués más ancho que hondo)
- Taimado, taimada (del portugués taimado, derivado de teima 'tema, obstinación')
- Tifón (del portugués tufão)
- Trapaza (del portugués trapaça, y este derivado de trapa 'armadijo, trampa')
- Vichar (vigiar)
- Volcán (del portugués volcão)
- Yen (del portugués yen)
- Zarigüeya (del portugués brasileño çarigueia)
- Zorro, zorra (del portugués zorro 'holgazán', derivado de zorrar 'arrastrar')
- Zurumbático, zurumbática (del portugués sorumbático 'sombrío, melancólico', derivado de sombra 'sombra')

## Portuguesismos en Canarias
Alrededor de mil palabras usadas en el español de Canarias proceden del portugués, debido al intenso comercio marítimo y la inmigración portuguesa desde hace siglos. Por ejemplo, en Icod de los Vinos (Tenerife), el 80% de la población eran portugueses en 1590. Algunas portuguesismos en el español de Canarias son: garuja ('llovizna'), millo ('maíz'), mojo ('salsa'), tupir ('atascar, atorar'), fonil ('embudo'), fechillo ('pestillo', de fechar 'cerrar'), corujo ('lechuza'), de repente (en el sentido de 'quizá, a lo mejor', igual que en el Cono Sur), más nunca ('nunca más', del portugués mais nunca), igual que más nada.